# Čudež sužnja (Tintoretto)
Čudež sužnja (znan tudi kot Čudež svetega Marka, 1548) je slika italijanskega renesančnega umetnika Jacopa Tintoretta in je zdaj v galeriji  Gallerie dell'Accademia v Benetkah. Prvotno je bila naročena za Scuola Grande di San Marco, bratovščino v mestu.

## Opis
Prikazuje epizodo življenja svetega Marka, zavetnika Benetk, povzeto iz Zlate legende Jacopa da Varazzeja. 
V zgornjem prizoru vidimo svetnika, ki posreduje, da naredi neranljivega sužnja, ki gol leži na tleh in ga bo gospodar pokončal s slepljenjem in drobljenjem udov, ker je častil svetnikove relikvije. Zahvaljujoč posredovanju svetega Marka se mučiteljeva orodja (ostre konice, ki bi ga morale zaslepiti, in kladivo, ki bi mu zlomilo noge) zlomijo in postanejo neuporabna.
Tintoretto na figuri svetnika, ki prileti z neba, zgosti pozornost, tako da ga v poletu naglo predstavi s krepkim pogledom, nagnjenim k sužnjevemu telesu, podrobnosti, ki je v zgodbi o Zlati legendi ni, je pa prisotna v basreliefu v bronu z isto temo, ki jo je izklesal Jacopo Sansovino na eni od tribun prezbiterija bazilike San Marco.
Vse figure so naslikane v arhitekturni okolici. Vse to se dogaja v orientalskem okolju. Svetloba prihaja s treh točk izvora: od spredaj, od Marcove avreole in od zadaj. Sam Tintoretto se je upodobil v bradatem moškem, ki je oblečen v temno obleko, poleg Turka z rdečim turbanom, na sredini / levi strani. 
Vitalnost barv in svetlobno-kontrastni poudarki poudarjajo plastično moč figur in živahnost potez čopiča, ki prehajajo iz gostega v hiter in nejasen dotik, ki določa podrobnosti ozadja in poudarja teatralnost epizode.
Na sliki so vidni različni vplivi na Tintorettovo umetnost: medtem ko so anatomije Michelangelove, so za beneško slikarstvo značilne žive in intenzivne barve.